# Wen Zengxian
Wen Zengxian (chiń. 文增显; ur. 1952 w Henan, zm. 31 stycznia 2020 w Wuhan) – chiński polityk, który w latach 1997–2010 pełnił funkcję zastępcy dyrektora generalnego Departamentu Spraw Obywatelskich prowincji Hubei. 

## Życiorys
W kwietniu 1972 roku rozpoczął pracę w Xiangfan Municipal Propaganda Team. W styczniu 1975 pracował jako urzędnik w Miejskim Biurze Kultury Xiangfan. Do Komunistycznej Partii Chin wstąpił we wrześniu 1976 roku. 
Wen wstąpił na Uniwersytet w Wuhanie w lutym 1977, specjalizując się w języku chińskim i literaturze. Po uzyskaniu tytułu licencjata w styczniu 1980 rozpoczął pracę w Wydziale Politycznym Departamentu Spraw Obywatelskich prowincji Hubei. Następnie pełnił funkcję przewodniczącego Szkoły Administracji Cywilnej Hubei (grudzień 1988 – styczeń 1993), dyrektora Biura Generalnego Departamentu Handlu Prowincji Hubei (styczeń 1993 – czerwiec 1997), a następnie zastępcy dyrektora generalnego Departamentu Spraw Obywatelskich Prowincji Hubei (czerwiec 1997 – luty 2010). Od lutego 2010 został mianowany inspektorem Departamentu Spraw Obywatelskich. Był również prezesem Generalnej Izby Handlowej Organizacji Społecznej Hubei. 
Wen zmarł 31 stycznia 2020 podczas pandemii COVID-19 w Chinach. Podejrzewano, że zmarł wskutek infekcji wywołanej przez COVID-19. Wiele chińskich mediów doniosło o jego śmierci, jednak informacje te zostały wkrótce usunięte z powodu cenzury.